# Landisville
Landisville es un lugar designado por el censo ubicado en el condado de Lancaster en el estado estadounidense de Pensilvania. En el Censo de 2010 tenía una población de 1893 habitantes y una densidad poblacional de 926,19 personas por km².

## Geografía
Landisville se encuentra ubicado en las coordenadas 40°5′23″N 76°24′20″O / 40.08972, -76.40556. Según la Oficina del Censo de los Estados Unidos, Landisville tiene una superficie total de 3.29 km², de la cual 3.29 km² corresponden a tierra firme y (0%) 0 km² es agua.

## Demografía
Según el censo de 2010, había 1893 personas residiendo en Landisville. La densidad de población era de 926,19 hab./km². De los 1893 habitantes, Landisville estaba compuesto por el 93.71% blancos, el 1.53% eran afroamericanos, el 0.16% eran amerindios, el 2.06% eran asiáticos, el 0% eran isleños del Pacífico, el 1.74% eran de otras razas y el 0.79% pertenecían a dos o más razas. Del total de la población el 4.38% eran hispanos o latinos de cualquier raza.